# 马克桑斯·朗格卢瓦-贝特洛
马克桑斯·朗格卢瓦-贝特洛（法语：Maxence Langlois-Berthelot，1972年5月22日－），法国高级公务员与文化管理者。2018年至2021年担任卢浮宫博物馆总管（Administrateur général），2023年至2024年担任“信息大会”（États généraux de l'information）总报告人，自2025年3月起担任法国总理弗朗索瓦·贝鲁内阁文化与视听顾问。

## 生平

### 早年与教育
1972年5月22日出生于巴黎。  
毕业于巴黎高等师范学院（Ulm）、巴黎政治学院（Sciences Po）与法国国家行政学院（ENA）。

### 财政总监察局（IGF）
毕业后进入法国总监察局（Inspection générale des finances, IGF）。2007年1月，与埃马纽埃尔·马克龙及Pierre-Alain de Malleray共同撰写《研究成果价值化报告》（Rapport sur la valorisation de la recherche）。

### ALIPH
2016年出任国际冲突地区文化遗产保护联盟（ALIPH）临时执行董事。

### 卢浮宫总管（2018–2021）
2018年7月12日被任命为卢浮宫总管，负责博物馆的财务与运营管理。
2020年3月，新冠疫情期间，卢浮宫因员工健康担忧而临时关闭。朗格卢瓦-贝特洛表示：“我们的员工提出了对冠状病毒的正当担忧，卢浮宫对此高度重视”。
中国媒体对此事件有广泛报道：
国际媒体补充报道：

### 信息大会（2023–2024）
2023年10月，被任命为“信息大会”总报告人。2024年9月发布最终报告。

### 总理顾问（2025–至今）
自2025年3月6日起，担任法国总理弗朗索瓦·贝鲁内阁文化与视听顾问，并领导文化与媒体事务部门。